# Província de Pursat
La província de Pursat (en Khmer, ខេតុពោសាត់) és la quarta província més extensa de Cambodja. Es troba a la part occidental del país i es troba envoltada per la província de Battambang al nord, el llac Tonlé Sap al nord-est, la província de Kampong Chhnang al sud-est, les províncies de Kampong Speu i Koh Kong al sud, i Tailàndia a l'oest. El riu Pursat secciona en dos la província, fluint d'oest a est, des de les muntanyes Cardamoms fins al llac Tonlé Sap. La província de Pursat és accessible per la carretera nacional 5, per vaixell, per tren i per carreteres secundàries. La capital, Pursat, es troba a 174 quilòmetres al nord-oest de Phnom Penh i a 106 al sud-est de la ciutat de Battambang.
La província es troba subdividida en 6 districtes:
- Bakan
- Kandieng
- Krakor
- Phnum Kravanh
- Sampov Meas
- Veal Veaeng

Pursat és una de les 9 províncies que formen part de la Reserva de la biosfera de Tonle Sap. La part oriental de la província inclou part del llac i la conca que l'envolta.